# وادي عامج
وادي عامج أحد وديان العراق يقع في جنوب شرق مدينة الرطبة غرب محافظة الانبار غرب العراق. 
أعالي حوض وادي عامج تبدأ من جنوب شرق مدينة الرطبة بمسافة 23 كم، بمساحة قدرها 491,035,359 كم2. 